# Michael Yeung Ming-cheung
Michael Yeung Ming-cheung (Sanghaj, 1946. december 1. – Mid-Levels, 2019. január 3.) a Hongkongi egyházmegye megyéspüspöke.

## Élete
1946. december 1-én született Sanghajban. 4 évesen került Hongkongba, ahol export-import kereskedelemmel foglalkozott, mielőtt a helyi szemináriumba iratkozott volna, ahol teológiát és filozófiát tanult. Egyházmegyés papként szolgált 2014-es segédpüskökké szenteléséig két tanulmányi megszakítással. Először 1980. és 1982. közt a Syracuse-i Egyetemen tanult, 1990-ben pedig a Harvardon diplomázott. Az egyházmegyei karitász elnöke majd a „Cor Unum” Pápai Tanácsa tagja lett, 2009-től általános helynök. John Tong Hon megyéspüspök mellé szentelték segédpüspöknek. 2014-től az egyházmegye koadjutor püspöke volt, 2017. augusztus elsejétől volt megyéspüspök. Daganatos betegséggel küzdött, májzsugor következtében kórházban hunyt el 2019. január 3-án.

## Fordítás
- Ez a szócikk részben vagy egészben  a   Michael Yeung című angol Wikipédia-szócikk fordításán alapul.  Az eredeti cikk szerkesztőit annak laptörténete sorolja fel. Ez a jelzés csupán a megfogalmazás eredetét és a szerzői jogokat jelzi, nem szolgál a cikkben szereplő információk forrásmegjelöléseként.